# 1925年
1925年（1925 ねん）は、西暦（グレゴリオ暦）による、木曜日から始まる平年。大正14年。

## 他の紀年法
- 干支：乙丑
- 日本（月日は一致）
  - 大正14年
  - 皇紀2585年
- 中国（月日は一致）
  - 中華民国14年
- 朝鮮（月日は一致）
  - 檀紀4258年
  - 主体14年
- 阮朝（ベトナム
  - 啓定9年12月7日 - 啓定10年11月16日
- モンゴル人民共和国（月日は一致）
  - モンゴル人民共和国15年
- 仏滅紀元：2467年 - 2468年
- イスラム暦：1343年6月5日 - 1344年6月15日
- ユダヤ暦：5685年4月5日 - 5686年4月14日
- 修正ユリウス日(MJD)：24151 - 24515
- リリウス日(LD)：124992 - 125356

※檀紀は、大韓民国で1948年に法的根拠を与えられたが、1962年からは公式な場では使用されていない。

※主体暦は、朝鮮民主主義人民共和国で1997年に制定された。

## カレンダー
| 1月 |    |    |    |    |    |    |
| 日  | 月 | 火 | 水 | 木 | 金 | 土 |
|     |    |    |    | 1  | 2  | 3  |
| 4   | 5  | 6  | 7  | 8  | 9  | 10 |
| 11  | 12 | 13 | 14 | 15 | 16 | 17 |
| 18  | 19 | 20 | 21 | 22 | 23 | 24 |
| 25  | 26 | 27 | 28 | 29 | 30 | 31 |
|     |    |    |    |    |    |    |

| 2月 |    |    |    |    |    |    |
| 日  | 月 | 火 | 水 | 木 | 金 | 土 |
| 1   | 2  | 3  | 4  | 5  | 6  | 7  |
| 8   | 9  | 10 | 11 | 12 | 13 | 14 |
| 15  | 16 | 17 | 18 | 19 | 20 | 21 |
| 22  | 23 | 24 | 25 | 26 | 27 | 28 |
|     |    |    |    |    |    |    |

| 3月 |    |    |    |    |    |    |
| 日  | 月 | 火 | 水 | 木 | 金 | 土 |
| 1   | 2  | 3  | 4  | 5  | 6  | 7  |
| 8   | 9  | 10 | 11 | 12 | 13 | 14 |
| 15  | 16 | 17 | 18 | 19 | 20 | 21 |
| 22  | 23 | 24 | 25 | 26 | 27 | 28 |
| 29  | 30 | 31 |    |    |    |    |
|     |    |    |    |    |    |    |

| 4月 |    |    |    |    |    |    |
| 日  | 月 | 火 | 水 | 木 | 金 | 土 |
|     |    |    | 1  | 2  | 3  | 4  |
| 5   | 6  | 7  | 8  | 9  | 10 | 11 |
| 12  | 13 | 14 | 15 | 16 | 17 | 18 |
| 19  | 20 | 21 | 22 | 23 | 24 | 25 |
| 26  | 27 | 28 | 29 | 30 |    |    |
|     |    |    |    |    |    |    |

| 5月 |    |    |    |    |    |    |
| 日  | 月 | 火 | 水 | 木 | 金 | 土 |
|     |    |    |    |    | 1  | 2  |
| 3   | 4  | 5  | 6  | 7  | 8  | 9  |
| 10  | 11 | 12 | 13 | 14 | 15 | 16 |
| 17  | 18 | 19 | 20 | 21 | 22 | 23 |
| 24  | 25 | 26 | 27 | 28 | 29 | 30 |
| 31  |    |    |    |    |    |    |
|     |    |    |    |    |    |    |

| 6月 |    |    |    |    |    |    |
| 日  | 月 | 火 | 水 | 木 | 金 | 土 |
|     | 1  | 2  | 3  | 4  | 5  | 6  |
| 7   | 8  | 9  | 10 | 11 | 12 | 13 |
| 14  | 15 | 16 | 17 | 18 | 19 | 20 |
| 21  | 22 | 23 | 24 | 25 | 26 | 27 |
| 28  | 29 | 30 |    |    |    |    |
|     |    |    |    |    |    |    |

| 7月 |    |    |    |    |    |    |
| 日  | 月 | 火 | 水 | 木 | 金 | 土 |
|     |    |    | 1  | 2  | 3  | 4  |
| 5   | 6  | 7  | 8  | 9  | 10 | 11 |
| 12  | 13 | 14 | 15 | 16 | 17 | 18 |
| 19  | 20 | 21 | 22 | 23 | 24 | 25 |
| 26  | 27 | 28 | 29 | 30 | 31 |    |
|     |    |    |    |    |    |    |

| 8月 |    |    |    |    |    |    |
| 日  | 月 | 火 | 水 | 木 | 金 | 土 |
|     |    |    |    |    |    | 1  |
| 2   | 3  | 4  | 5  | 6  | 7  | 8  |
| 9   | 10 | 11 | 12 | 13 | 14 | 15 |
| 16  | 17 | 18 | 19 | 20 | 21 | 22 |
| 23  | 24 | 25 | 26 | 27 | 28 | 29 |
| 30  | 31 |    |    |    |    |    |
|     |    |    |    |    |    |    |

| 9月 |    |    |    |    |    |    |
| 日  | 月 | 火 | 水 | 木 | 金 | 土 |
|     |    | 1  | 2  | 3  | 4  | 5  |
| 6   | 7  | 8  | 9  | 10 | 11 | 12 |
| 13  | 14 | 15 | 16 | 17 | 18 | 19 |
| 20  | 21 | 22 | 23 | 24 | 25 | 26 |
| 27  | 28 | 29 | 30 |    |    |    |
|     |    |    |    |    |    |    |

| 10月 |    |    |    |    |    |    |
| 日   | 月 | 火 | 水 | 木 | 金 | 土 |
|      |    |    |    | 1  | 2  | 3  |
| 4    | 5  | 6  | 7  | 8  | 9  | 10 |
| 11   | 12 | 13 | 14 | 15 | 16 | 17 |
| 18   | 19 | 20 | 21 | 22 | 23 | 24 |
| 25   | 26 | 27 | 28 | 29 | 30 | 31 |
|      |    |    |    |    |    |    |

| 11月 |    |    |    |    |    |    |
| 日   | 月 | 火 | 水 | 木 | 金 | 土 |
| 1    | 2  | 3  | 4  | 5  | 6  | 7  |
| 8    | 9  | 10 | 11 | 12 | 13 | 14 |
| 15   | 16 | 17 | 18 | 19 | 20 | 21 |
| 22   | 23 | 24 | 25 | 26 | 27 | 28 |
| 29   | 30 |    |    |    |    |    |
|      |    |    |    |    |    |    |

| 12月 |    |    |    |    |    |    |
| 日   | 月 | 火 | 水 | 木 | 金 | 土 |
|      |    | 1  | 2  | 3  | 4  | 5  |
| 6    | 7  | 8  | 9  | 10 | 11 | 12 |
| 13   | 14 | 15 | 16 | 17 | 18 | 19 |
| 20   | 21 | 22 | 23 | 24 | 25 | 26 |
| 27   | 28 | 29 | 30 | 31 |    |    |
|      |    |    |    |    |    |    |

## できごと

### 1月
- 1月1日 - 娯楽雑誌『キング』創刊号発売
- 1月3日 - イタリアのベニート・ムッソリーニが独裁宣言
- 1月20日 - 日ソ基本条約締結（日本はソ連を承認）
- 1月29日 - 株式会社武田長兵衛商店（現在の武田薬品工業株式会社）を設立。
- レフ・トロツキー失脚
- 同人雑誌『青空』創刊（梶井基次郎「檸檬」掲載）

### 2月
- 2月15日 - 西武安比奈線開通
- 2月15日 - 全日本スキー連盟創立
- 2月17日 - ハワード・カーターがエジプトの王家の谷でツタンカーメンの王墓を発見
- 2月20日 - 丸善『理科年表』創刊
- 国家社会主義ドイツ労働者党（ナチ党）再建

### 3月
- 3月7日 - 小湊鉄道小湊鉄道線五井 - 里見間開業
- 3月12日 - 孫文(孫中山)死去
- 3月14日 - 日本大学専門学校（近畿大学の前身）設立認可
- 3月18日 - 東京・日暮里で大火（焼失2100戸）
- 3月22日 - 社団法人東京放送局（現在のNHK）がラジオ放送開始
- 3月23日 - 株式市況の放送が開始される（2016年2月現在、日本最古の現役番組）
- 3月24日 - 京王電気軌道（現在の京王電鉄）新宿－八王子間開通
- 国産初のマヨネーズが食品工業株式会社（現在のキユーピー）より製造、販売される

### 4月
- 4月1日 - 新橋演舞場開場
- 4月11日 - 陸軍現役将校学校配属令公布
- 4月18日 - 国際アマチュア無線連合結成総会開催（パリ大学）
- 4月22日 - 治安維持法公布
- 4月26日 - ドイツ大統領選挙でパウル・フォン・ヒンデンブルクが当選
- 4月28日 - イギリスが金本位制に復帰
- 「汽車時間表」（現在のJTB時刻表）創刊

### 5月
- 5月1日
  - キプロスが英国の直轄植民地となる。
  - 活動写真フィルム検閲規則が内務省令で発令
  - 松屋呉服店（現在の松屋）銀座店開店
- 5月5日 - 普通選挙法公布（25歳以上の男子に選挙権）
- 5月23日 - 北但馬地震
- 5月30日 - 上海で五・三〇事件
- 北海道製酪販売組合（後の雪印乳業）設立

### 6月
- 6月2日 - 五・三〇事件対応のため日米伊の陸戦隊が上陸
- 6月6日 - 米国でクライスラー社設立
- 6月17日 - ジュネーヴ議定書署名（化学兵器・細菌兵器使用禁止）
- ベトナムでホー・チ・ミンがベトナム青年同志会を結成

### 7月
- 7月1日 - 広東に国民政府が成立
- 7月6日 - 東大安田講堂竣工
- 7月18日 - アドルフ・ヒトラー『我が闘争第1巻』公表
- ハイゼンベルクが量子力学の行列表示を行う行列力学に到達

### 8月
- 8月8日 - クー・クラックス・クラン第1回全国大会を開催（ワシントンD.C.）

### 9月
- 9月18日 - 帝国議会議事堂全焼
- 9月20日 - 東京六大学野球のリーグ戦が始まる（10月19日、早慶戦が復活）。

### 10月
- 10月10日 - 北京で故宮博物院開設
- 10月15日 - 小樽高等商業学校で軍事教練に関連する想定問題事件（小樽高商軍教事件）発生。

### 11月
- 11月1日 - 山手線で環状運転開始（御徒町駅・秋葉原駅旅客営業開始）
- 11月9日 - アドルフ・ヒトラーを保護する組織としてナチス親衛隊設立
- 11月13日 - 東京帝国大学に地震研究所開設
- 柳田國男が雑誌「民族」を創刊民俗学と民族学の連携を提唱。

### 12月
- 12月1日
  - ロカルノ条約調印（ライン国境の現状維持と不可侵など）
  - 農民労働党結成、即日結社禁止
  - 京都学連事件、京都府警察部特高課が京大・同志社大などの社研部員33名を拘束。
- 12月12日 - レザー・ハーンがペルシア皇帝（シャー）に即位（パフラヴィー朝の成立）
- 12月13日 - 東海道本線が国府津駅まで電化
- 12月15日 - ポルトガルでアルヴェス・レイスによる名目GDPの0.88％相当に及ぶ通貨偽造詐欺が判明する
- 12月18日 - ソ連で第14回共産党大会開催（スターリンの一国社会主議論が採択、トロツキーの永続革命論は排除）
- 12月25日 - 第51議会召集
- 12月27日 - 鈴木商店（現在の味の素）設立
- 12月28日 - 大日本相撲協会（現在の日本相撲協会）設立

### 日付不詳
- 芦ノ湖にブラックバスが放流
- 米国テネシー州で進化論を教えることを禁ずる州法を犯した高校教師が裁判にかけられる
- 東京港に日の出桟橋建設
- 帝国女子医学専門学校（東邦大学の前身）設立
- シリウスの伴星として白色矮星が発見
- レニウムが発見される
- フランスのカルメットとゲランが弱毒化したウシ型結核菌を『BCG』と命名
- マスキングテープ発明される
- 細井和喜蔵『女工哀史』
- 水俣漁業組合、日窒水俣工場に工場廃水による被害補償要求
- 茨城県土浦市文京町にある神龍寺の24代住職であった秋元梅峯が霞ヶ浦海軍航空隊と親交が深かったことから、航空殉難の霊を慰めるとともに不況で疲弊した土浦の経済を活性化するという趣旨で霞ヶ浦湖畔の埋立地で私財を投じて花火の打ち上げを始めた。後に、土浦市が引き継ぎ土浦全国花火競技大会になる。

## 周年
以下に、過去の主な出来事からの区切りの良い年数（周年）を記す。
- 1月10日 - 福澤諭吉生誕90周年。
- 4月5日 - 原爆ドーム（当時は広島県物産陳列館）竣工10周年。
- 4月14日 - リンカーン大統領暗殺事件から60年。
- 5月25日 - ヤナセ創立10周年。
- 9月5日 - 日露戦争による日露講和条約（ポーツマス条約）締結20周年。
- 全国高等学校野球選手権大会10周年（旧制中学時代を含む）。

## 芸術・文化・ファッション
1925年の映画
- チャールズ・チャップリン『黄金狂時代』。
- セルゲイ・エイゼンシュテイン『戦艦ポチョムキン』。

## 誕生

### 1月
- 1月1日 - 大泉滉、俳優（+ 1998年）
- 1月1日 - 中野孝次、作家・ドイツ文学者（+ 2004年）
- 1月1日 - 樫尾俊雄、カシオ計算機創業メンバー（+ 2012年）
- 1月1日 - 大橋一郎、プロ野球選手 （+ 没年不詳）
- 1月5日 - 内田喜久、政治家
- 1月5日 - 佐藤金兵衛、武道家・産婦人科医  (+ 1999年)
- 1月6日 - ジョン・デロリアン (John DeLorean)、デロリアン・モーター・カンパニー創業（+ 2005年）
- 1月6日 - 阿部八郎、元プロ野球選手
- 1月7日 - 奥村高明、プロ野球選手 （+ 没年不詳）
- 1月9日 - リー・ヴァン・クリーフ、俳優（+ 1989年）
- 1月9日 - 三条町子、歌手（+ 2022年）
- 1月11日 - 川本喜八郎、日本のアニメーション作家、人形作家（+ 2010年）
- 1月12日 - 目時春雄、元プロ野球選手（+ 1995年）
- 1月12日 - 七尾伶子、女優・声優（+ 2006年）
- 1月14日 - 三島由紀夫、小説家・劇作家（+ 1970年）
- 1月14日 - 井上普方、日本の政治家、元衆議院議員【日本社会党所属】（+ 2015年）
- 1月17日 - ロバート・コーミア、小説家（+ 2000年）
- 1月18日 - ジル・ドゥルーズ、哲学者（+ 1995年）
- 1月19日 - 日沼頼夫、医学者・ウイルス学者（+ 2015年[1]）
- 1月19日 - ヘンリー・グレイ、アメリカ合衆国のブルース歌手、ピアニスト（+ 2020年）
- 1月20日 - 高城淳一、俳優（+ 2011年）
- 1月24日 - マリア・トールチーフ、バレエダンサー（+ 2013年）
- 1月25日 - ルチアーノ・リッジョ、シチリア・マフィアのボス（+ 1993年）
- 1月25日 - 早川雄三、俳優（+ 2010年）
- 1月26日 - ポール・ニューマン、俳優（+ 2008年）
- 1月27日 - 奥井成一、元プロ野球選手（+ 2008年）
- 1月27日 - 山岡徹也、俳優（+ 没年不明）
- 1月28日 - 森康二、アニメーター（+ 1992年）
- 1月28日 - 佐竹一雄、元プロ野球選手（+ 2017年）
- 1月30日 - ダグラス・エンゲルバート、発明家（+ 2013年）
- 1月31日 - ミシュリーヌ・ラノア、フィギュアスケート選手 (+ 2023年)

### 2月
- 2月1日 - ロナルド・ドーア、社会学者 (+ 2018年)
- 2月2日 - 大橋節夫、歌手・スチールギター奏者（+ 2006年）
- 2月3日 - 伊藤栄樹、日本の検事総長・東京高検検事長・法務事務次官（+ 1988年）
- 2月7日 - 加藤一、画家（+ 2000年）
- 2月8日 - ジャック・レモン、俳優（+ 2001年）
- 2月10日 - 岩城英二、映画監督
- 2月10日 - 岡本正剛、武道家・大東流合気柔術六方会宗師（+ 2015年）
- 2月12日 - レフ・ナウモフ、ピアニスト・作曲家・音楽教師（+ 2005年）
- 2月16日 - 冨田弘一郎、天文学者（+ 2006年）
- 2月18日 - ジョー・ルーツ、元メジャーリーガー、プロ野球監督（+ 2008年）
- 2月18日 - 加藤一夫、経済学者（+ 2012年）
- 2月19日 - 大友工、元プロ野球選手（+ 2013年）
- 2月20日 - 栃錦清隆、大相撲第44代横綱（+ 1990年）
- 2月20日 - ロバート・アルトマン、映画監督（+ 2006年）
- 2月20日 - 藤野光久、プロ野球選手（+ 1991年）
- 2月21日 - 笈田敏夫、ジャズ歌手（+ 2003年）
- 2月21日 - サム・ペキンパー、映画監督（+ 1984年）
- 2月22日 - エドワード・ゴーリー、絵本作家（+ 2000年）
- 2月26日 - 高木均、俳優・声優（+ 2004年）
- 2月27日 - 豊田章一郎、実業家（+ 2023年）
- 2月27日 - 渋沢雅英、元軍人

### 3月
- 3月4日 - ポール・モーリア、作曲家・指揮者（+ 2006年）
- 3月7日 - 野口正明、元プロ野球選手（+ 2004年）
- 3月8日 - 伊藤延男、日本の建築史学者・文化財保護者・文化功労者・東京文化財研究所名誉研究員（+ 2015年）
- 3月9日 - 中川一郎、政治家（+ 1983年）
- 3月12日 - 江崎玲於奈、物理学者
- 3月14日 - 小林英一、元プロ野球選手 （+ 没年不詳）
- 3月16日 - ルイス・ミラモンテス、化学者（+ 2004年）
- 3月17日 - 小尾信彌、天文学者（+ 2014年）
- 3月20日 - 梅原猛、哲学者（+ 2019年）
- 3月20日 - 月丘千秋、女優（+ 2015年）
- 3月23日 - 潮健児、俳優（+ 1993年）
- 3月23日 - 石川義寛、映画監督・脚本家
- 3月24日 - 速水優、銀行家（+ 2009年）
- 3月25日 - パウル・ビーヘル、児童文学作家（+ 2006年）
- 3月26日 - ピエール・ブーレーズ、作曲家・指揮者（+ 2016年）
- 3月27日 - 夢路いとし、漫才師（+ 2003年）
- 3月31日 - 永井路子、小説家（+ 2023年）

### 4月
- 4月1日 - 石田一雄、阪神電気鉄道常務取締役（+ 1985年）
- 4月3日 - 松山善三、映画監督・脚本家（+ 2016年）
- 4月6日 - 桂米丸 (4代目)、落語家（+ 2024年）
- 4月14日 - ロッド・スタイガー、俳優（+ 2002年）
- 4月15日 - 五井孝蔵、プロ野球選手（+ 2007年）
- 4月17日 - チャールズ・ヤノフスキー、遺伝学者 (+ 2018年)
- 4月20日 - 八木治郎、司会者・元NHKアナウンサー（+ 1983年）
- 4月22日 - 伊丹公子、日本の俳人、詩人（+ 2014年）
- 4月23日 - バディ・ピート、元プロ野球選手（+ 2006年）
- 4月24日 - 荻本伊三武、プロ野球選手 （+ 没年不詳）
- 4月25日 - 富永一朗、漫画家（+ 2021年）
- 4月26日 - 胡桃沢耕史、作家（+ 1994年）
- 4月27日 - 鈴木重靖、経済学者 （+ 2021年）
- 4月29日 - 田中小実昌、作家・随筆家・翻訳家（+ 2000年）

### 5月
- 5月1日 - 大道寺小三郎、みちのく銀行元会長（+ 2005年）
- 5月2日 - 松井淳、元プロ野球選手
- 5月2日 - 加藤一郎、ロボット工学者（+ 1994年）
- 5月5日 - レオ・ライアン - 政治家（+ 1978年）
- 5月10日 - 橋田壽賀子、脚本家（+ 2021年）
- 5月10日 - 木島則夫、司会者・元NHKアナウンサー・参議院議員（+ 1990年）
- 5月11日 - 中西香爾、化学者（+ 2019年）
- 5月12日 - ヨギ・ベラ、メジャーリーガー（+ 2015年）
- 5月13日 - 新野幸次郎、経済学者（+ 2020年）
- 5月14日 - 北川桂太郎、元プロ野球選手 （+ 没年不詳）
- 5月15日 - 菊村到、小説家（+ 1999年）
- 5月16日 - ダンカン・ルース、科学者（+ 2012年）
- 5月16日 - ニウトン・サントス、元サッカー選手（+ 2013年[2]）
- 5月19日 - マルコム・X、黒人運動指導者（+ 1965年）
- 5月19日 - ポル・ポト、カンボジアの革命家・政治家（+ 1998年）
- 5月22日 - ジャン・ティンゲリー、現代美術家（+ 1991年）
- 5月23日 - 丸山二三雄、プロ野球選手 (+ 2006年)
- 5月28日 - ディートリヒ・フィッシャー＝ディースカウ、バリトン歌手（+ 2012年）
- 5月30日 - チャーリー・ルイス、元プロ野球選手  （+ 2007年）
- 5月30日 - ジョン・コック、計算機科学者（+ 2002年）

### 6月
- 6月3日 - 坂井豊司、プロ野球選手（+ 2016年）
- 6月6日 - 大滝秀治、俳優（+ 2012年）
- 6月9日 - ジミー・ニューベリー、元プロ野球選手 (+ 1983年)
- 6月10日 - 池田力、プロ野球選手 （+ 没年不詳）
- 6月12日 - 大田昌秀、元沖縄県知事、琉球大学名誉教授（+ 2017年[3][4]）
- 6月14日 - 藤沢秀行、囲碁棋士（+ 2009年）
- 6月17日 - 有川貞昌、撮影技師・特技監督（+ 2005年）
- 6月18日 - ジョニー・ピアソン、ピアニスト・作曲家（+ 2011年）
- 6月22日 - 櫟信平、元プロ野球選手（+ 2008年）
- 6月23日 - サヒブ・シハブ、ジャズ・サクソフォン奏者・フルート奏者（+ 1989年）
- 6月24日 - 与那嶺要、元プロ野球選手（+ 2011年）
- 6月24日 - 筒井敬三、元プロ野球選手（+ 1959年）
- 6月25日 - 加藤芳郎、漫画家（+ 2006年）
- 6月26日 - 杉本苑子、小説家（+ 2017年）
- 6月27日 - 清村耕次、俳優（+ 1966年）
- 6月27日 - 村上三郎、芸術家 （+ 1996年）

### 7月
- 7月1日 - 荒木茂、元プロ野球選手

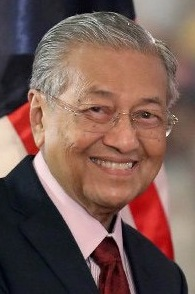
7月10日 - マハティール・ビン・モハマド、政治家、マレーシア第4・7代首相

- 7月9日 - 松野宏軌、映画監督、テレビディレクター（+ 没年不詳）
- 7月10日 - マハティール・ビン・モハマド、政治家、マレーシア第4・7代首相
- 7月12日 - 芥川也寸志、作曲家・指揮者（+ 1989年）
- 7月12日 - 小野田嘉幹、映画監督・脚本家
- 7月15日 - 出羽錦忠雄、大相撲の力士・元関脇（+ 2005年）
- 7月21日 - 藤沢嵐子、歌手（+ 2013年）
- 7月21日 - 大沢喜好、プロ野球選手
- 7月23日 - ピエール・ボーニエ、フィギュアスケート選手（+ 1981年）
- 7月23日 - 色川大吉、歴史家・東京経済大学名誉教授（+ 2021年）
- 7月25日 - 今久留主功、元プロ野球選手（+ 2005年）
- 7月28日 - 志賀一夫、政治家（+ 2015年）

### 8月
- 8月3日 - 広田順、元プロ野球選手（+ 2003年）
- 8月4日 - 近藤宏、俳優（+ 1992年）
- 8月6日 - 笑福亭松之助、落語家（+ 2019年）
- 8月13日 - 佐野浅夫、俳優 （+ 2022年）
- 8月15日 - オスカー・ピーターソン、ピアニスト・作曲家（+ 2007年）
- 8月19日 - 渡辺宙明、作曲家・編曲家（+ 2022年）
- 8月25日 - 荻昌弘、映画評論家（+ 1988年）
- 8月27日 - 丸谷才一、作家・英文学者（+ 2012年）
- 8月29日 - 武智修、元プロ野球選手（+ 1985年）
- 8月30日 - 永山武臣、実業家（+ 2006年）
- 8月30日 - 金子太郎、実業家、元環境庁事務次官（+ 2020年）
- 8月30日 - ジョージ・ウイルソン、元プロ野球選手（+ 1974年）
- 8月31日 - 天谷直弘、官僚・エコノミスト（+ 1994年）

### 9月
- 9月1日 - 荒川宗一、プロ野球選手（+ 2010年）
- 9月6日 - ジミー・リード、歌手（+ 1976年）
- 9月6日 - 手島透、実業家（+ 2013年）
- 9月7日 - ローラ・アシュレイ、ファッションデザイナー（+ 1985年）
- 9月8日 - ピーター・セラーズ、コメディアン（+ 1980年）
- 9月8日 - 堺左千夫、俳優 (+ 1998年）
- 9月11日 - 中島元、俳優
- 9月12日 - 仁木安、プロ野球選手（+ 2016年）
- 9月15日 - 阿部保夫、日本のギタリスト（+ 1999年）
- 9月16日 - B・B・キング、ブルースギタリスト（+ 2015年[5]）
- 9月17日 - 杉下茂、元プロ野球選手（+ 2023年）
- 9月17日 - ジョン・リスト、殺人犯　（+ 2008年）
- 9月18日 - 長野卓、映画監督 (+ 2010年)
- 9月19日 - 大城立裕、小説家 (+ 2020年)
- 9月19日 - 岡田卓也、実業家
- 9月20日 - ラーマ8世、タイ・チャクリー王朝第8代国王（+ 1946年）
- 9月22日 - 榎並達郎、プロ野球選手
- 9月24日 - 辻邦生、小説家（+ 1999年）
- 9月26日 - ボビー・シャンツ、メジャーリーガー
- 9月28日 - シーモア・クレイ、スーパーコンピュータ設計者（+ 1996年）
- 9月30日 - 星野哲郎、作詞家（+ 2010年）

### 10月
- 10月2日 - 海野和三郎、天文学者 （+ 2023年）
- 10月2日 - 近藤貞雄、元プロ野球選手（+ 2006年）
- 10月3日 - ゴア・ヴィダル、作家・俳優・評論家（+ 2012年）
- 10月9日 - 関口清治、元プロ野球選手（+ 2007年）
- 10月9日 - 鈴木清一、プロ野球選手 （+ 没年不詳）
- 10月10日 - 根津弘司、プロ野球選手 （+ 没年不詳）
- 10月11日 - 岡本愛彦、映画監督・ジャーナリスト（+ 2004年）
- 10月13日 - マーガレット・サッチャー、英国首相（在任 1979年 - 1990年）（+ 2013年）
- 10月13日 - 森本哲郎、評論家・元東京女子大学教授（+ 2014年）
- 10月20日 - 野中広務、元自民党衆議院議員・元京都府副知事（+ 2018年）
- 10月22日 - ロバート・ラウシェンバーグ、美術家（+ 2008年）
- 10月24日 - エドウィン・マクレラン、イギリスの日本文学研究者、イェール大学名誉教授（+ 2009年）
- 10月26日 - 瀬川昌治、映画監督（+ 2016年）
- 10月27日 - ウォーレン・クリストファー、政治家（+ 2011年）
- 10月29日 - 辻源兵衛、元プロ野球選手（+ 1945年）
- 10月31日 - 宇佐美忠信、労働運動家、ゼンセン同盟会長（+ 2011年）

### 11月
- 11月2日 - 柴田崎雄、プロ野球選手（+ 1986年）
- 11月5日 - 石川六郎、実業家、第15代日商会頭（+ 2005年）
- 11月6日 - 3代目桂米朝、落語家、人間国宝（+ 2015年）
- 11月7日 - ユリアン・シトコヴェツキー、ヴァイオリニスト（+ 1958年）
- 11月10日 - 坪井正道、物理化学者 (+ 2020年)
- 11月16日 - 草場良八、第12代最高裁判所長官（+ 2020年[6]）
- 11月16日 - 佐藤英夫、俳優（+ 2006年）
- 11月17日 - 森田浩一郎、医学博士（+ 2017年）
- 11月17日 - ロック・ハドソン、俳優（+ 1985年[7]）
- 11月19日 - ジグムント・バウマン、社会学者（+ 2017年[8]）
- 11月20日 - ジューン・クリスティ、ジャズ歌手（+ 1990年）
- 11月20日 - マイヤ・プリセツカヤ、バレエダンサー（+ 2015年）
- 11月20日 - ロバート・ケネディ、政治家（+ 1968年）
- 11月20日 - 三木久一、プロ野球選手（+ 1948年）
- 11月26日 - ユージン・イストミン、ピアニスト（+ 2003年）
- 11月29日 - アイヴァン・モリス、翻訳家・文学研究者（+ 1976年）
- 11月29日 - ミニー・ミノーソ、元メジャーリーガー   (+2015年)
- 11月30日 - 初代林家三平、落語家（+ 1980年）

### 12月
- 12月3日 - 金大中[9]、第15代韓国大統領（+ 2009年）
- 12月3日 - 石坂公成、医学者（+ 2018年）
- 12月6日 - 東久邇成子、日本の皇族（+ 1961年）
- 12月8日 - 大石真、児童文学作家（+ 1990年）
- 12月8日 - 高野眞二、俳優
- 12月8日 - サミー・デイヴィスJr.、歌手・俳優・エンターテイナー（+ 1990年）
- 12月8日 - ハンク・トンプソン、メジャーリーガー（+ 1969年）
- 12月9日 - 朝倉響子、彫刻家（+ 2016年[10]）
- 12月9日 - アーネスト・ゲルナー、歴史学者・哲学者（+ 1995年）
- 12月11日 - ポール・グリーンガード、神経科学者 (+ 2019年)
- 12月16日 - 山口幸生、俳優 (+ 2011年)

### 誕生月日不明
- 岩野正彦、日本の実業家・住友商事元副社長（+ 2015年）
- 伊藤礼太郎、日本の彫刻家・新制作委員会・千葉県美術会所属・東京造形大学客員教授（+ 2007年）

## 死去
- 1月3日 - 阿部秀助、慶大教授（* 1876年）
- 1月3日 - 尾本知道、海軍中将（* 1850年）
- 1月5日 - 柴田畦作、工学博士、東京帝大教授（* 1873年）
- 1月8日 - 植村正久、牧師・神学者（* 1858年）
- 1月9日 - 木内重四郎、官僚（* 1866年）
- 1月12日 - 瀧川辨三、実業家、貴族院議員（* 1851年）
- 1月16日 - アレクセイ・クロパトキン、ロシアの軍人、陸軍大臣（* 1848年）
- 1月21日 - 竹内次郎、海軍少将（* 1867年）
- 1月24日 - 島津壮之助、男爵
- 1月29日 - 中村覚、陸軍大将（* 1854年）
- 1月30日 - 太秦供康、男爵、貴族院議員（* 1866年）
- 2月3日 - オリヴァー・ヘヴィサイド、技術者・数学者（* 1850年）
- 2月4日 - 横田千之助、政治家（* 1870年）
- 2月12日 - 中原鄧州、禅僧（* 1839年）
- 2月15日 - 木下利玄、歌人（* 1886年）
- 2月24日 - カール・ヤルマール・ブランティング、スウェーデン首相（* 1860年）
- 2月28日 - フリードリヒ・エーベルト、ドイツ国大統領（* 1871年）
- 3月4日 - モーリッツ・モシュコフスキ、作曲家（* 1854年）
- 3月4日 - モンテ・ウォード、メジャーリーグベースボール選手（* 1860年）
- 3月7日 - ゲオルギー・リヴォフ、ロシア臨時政府初代首相（* 1861年）
- 3月10日 - ジョン・フィルモア・ヘイフォード、アメリカの測地学者（* 1868年）
- 3月12日 - 孫文、辛亥革命の指導者・中華民国臨時大総統（* 1866年）
- 3月15日 - サム・ドレベン、アメリカ陸軍、他の軍人・傭兵（* 1878年）
- 3月23日 - 内藤千代子、小説家（* 1893年）
- 3月30日 - ルドルフ・シュタイナー、神秘主義の思想家（* 1861年）
- 4月14日 - ジョン・シンガー・サージェント、画家（* 1856年）
- 4月14日 - 平田東助、官僚・政治家（* 1849年）
- 4月20日 - 久野久、ピアニスト（* 1885年）
- 4月22日 - アンドレ・カプレ、作曲家（* 1878年）
- 5月2日 - ヨハン・パリサ、天文学者（* 1848年）
- 5月14日 - ヘンリー・ライダー・ハガード、小説家（* 1856年）
- 5月22日 - ジョン・フレンチ、イギリス陸軍の元帥（* 1852年）
- 5月29日 - ヴィトリド・ツェラスキー、天文学者（* 1849年）
- 6月1日 - トーマス・R・マーシャル、第28代アメリカ合衆国副大統領（* 1854年）
- 6月3日 - カミーユ・フラマリオン、天文学者・作家（* 1842年）
- 6月10日 - 大町桂月、詩人・随筆家（* 1869年）
- 6月16日 - 矢嶋楫子、女子教育者・社会事業家（* 1833年）
- 6月22日 - フェリックス・クライン、数学者（* 1849年）
- 7月1日 - エリック・サティ、作曲家（* 1866年）
- 7月4日 - ジョージ・ダービー、メジャーリーガー（* 1857年）
- 7月26日 - ゴットロープ・フレーゲ、数学者・論理学者・思想家（* 1848年）
- 7月26日 - ウィリアム・ジェニングス・ブライアン、アメリカ合衆国国務長官（* 1860年）
- 8月5日 - ジョルジュ・パラント、思想家・哲学者（* 1862年）
- 8月18日 - 細井和喜蔵、文筆家（* 1897年）
- 8月25日 - フランツ・コンラート・フォン・ヘッツェンドルフ、オーストリア＝ハンガリー帝国の参謀総長（* 1852年）
- 9月16日 - アレクサンドル・フリードマン、数学者（* 1888年）
- 9月29日 - レオン・ブルジョワ、フランス首相（* 1851年）
- 10月7日 - クリスティ・マシューソン、メジャーリーグベースボール選手（* 1880年）
- 10月9日 - フーゴー・プロイス、法学者（* 1860年）
- 10月16日 - クリスチャン・クローグ、画家・著述家・ジャーナリスト（* 1852年）
- 10月27日 - 滝田樗陰、編集者（* 1882年）
- 10月31日 - ミハイル・フルンゼ、ロシア革命時のボルシェヴィキ指導者（* 1885年）
- 11月19日 - アンリ・ファヨール、鉱山技師・地質学者（* 1841年）
- 11月20日 - アレクサンドラ、イギリス王エドワード7世の妃（* 1844年）
- 11月26日 - ラーマ6世、シャム王（* 1880年）
- 12月5日 - ヴワディスワフ・レイモント、小説家（* 1867年）
- 12月19日 - ポール・ヴィノグラドフ、法制史学者（* 1854年）
- 12月20日 - エドワード・モース、動物学者（* 1838年）
- 12月22日 - アリス・ヘイン、モナコ大公アルベール1世の妃（* 1858年）
- 12月25日 - カール・アーブラハム、精神医学者（* 1877年）
- 12月27日 - 岡部長職、政治家・外交官、岸和田藩第13代藩主（* 1854年）
- 12月27日 - セルゲイ・エセーニン、詩人（* 1895年）
- 12月29日 - フェリックス・ヴァロットン、画家（* 1865年）

## ノーベル賞
- 物理学賞 - ジェイムス・フランク、グスタフ・ヘルツ
- 化学賞 - リヒャルト・ジグモンディ
- 生理学・医学賞 - 該当者なし
- 文学賞 - ジョージ・バーナード・ショー
- 平和賞 - オーステン・チェンバレン (Sir Austen Chamberlain)、チャールズ・ドーズ